# Asingana delicata
Asingana delicata là một loài bướm đêm trong họ Noctuidae.